# Exoporia
Exoporia là một nhóm các loài cánh vảy nguyên thủy gồm 2 liên họ Mnesarchaeoidea và Hepialoidea (. Exoporia là nhóm tự nhiên, có quan hệ gần gũi với cận bộ Heteroneura. Đặc trưng của các loài thuộc cận bộ này là hệ sinh dục ở con cái có một rãnh bên ngoài giữa "lỗ bursae" và ovipore theo đó tinh trùng được truyền vào trứng chứ không phải giao phối và đẻ trứng ở phần bụng (cloaca) như các bướm đêm không thuộc nhóm ditrysia.

## Hình ảnh

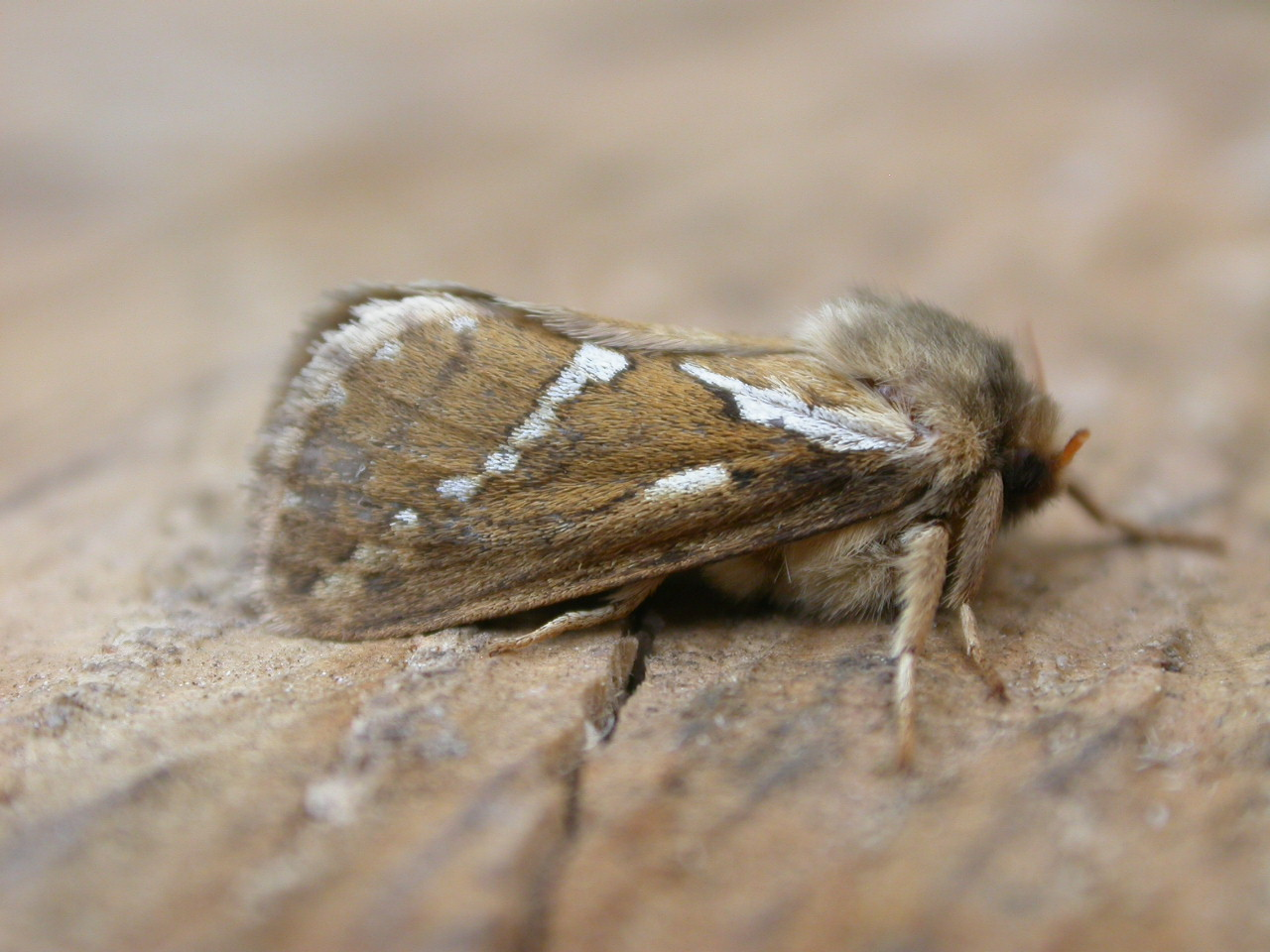
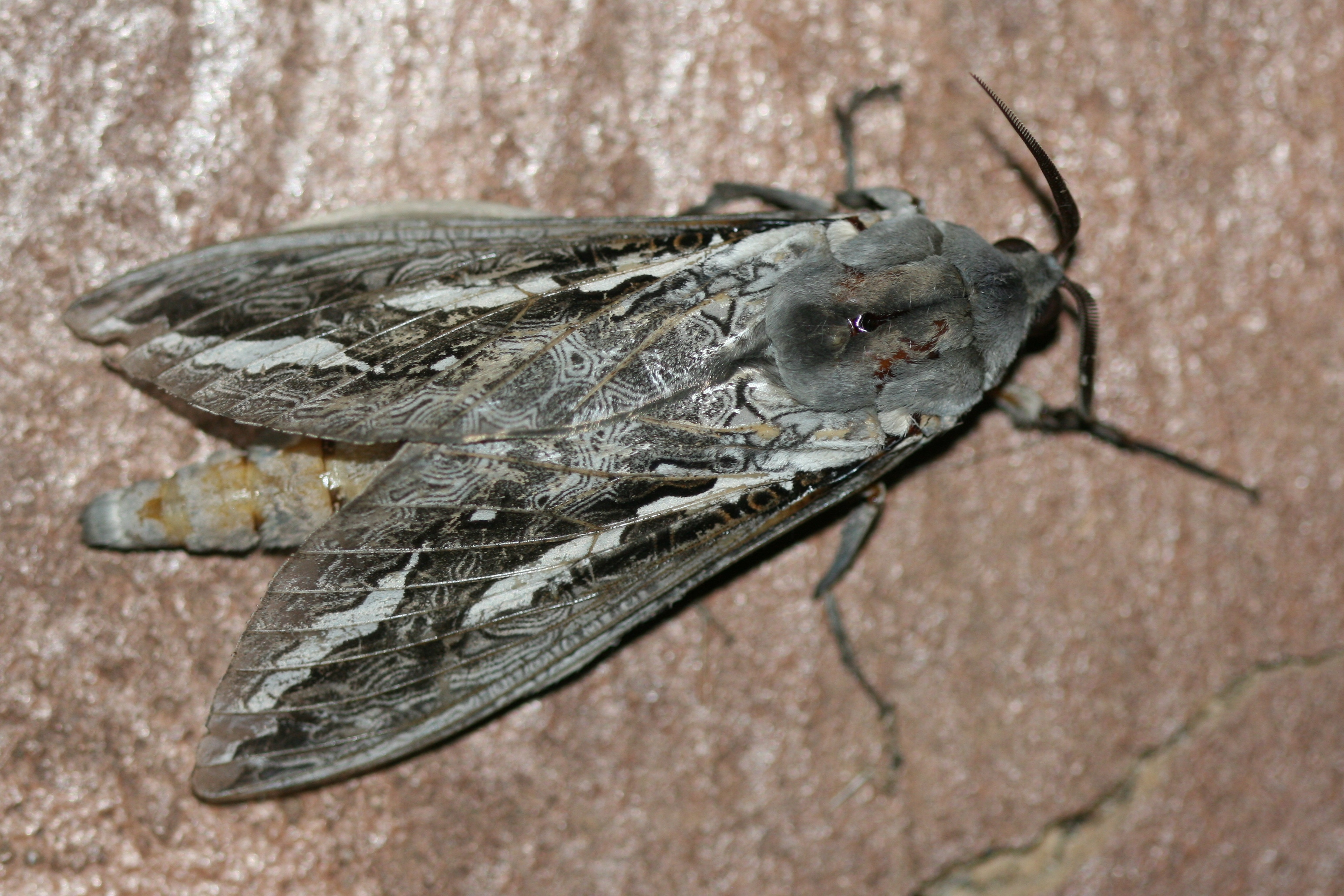